# Рівноважні системи числення
Рівноважною (врівноваженою) системою числення, або системою із симетричною основою, називають систему, у якої на кожній позиції може знаходитися елемент числового алфавіту

{-an; -an-1 … −1; 0; 1 … an-1; an;} 

де p=2n+1 — основа, тобто число можливих значень для цифр числа у даній системі.

## Практичне застосування
Така система числення за основою 3 використовується у комп'ютері «Сетунь».
- Надалі у статті розглядається система при p=3. Для p>3 дії, властивості та принципи зберігаються

## Доцільність
Порівняємо дві трійкові системи числення. Одна із них буде симетричною (позначимо 3s), а інша звичайною (3n) трійковою. Старший біт звичайної трійкової системи вказує знак числа («0»="+"; «1»="-")

Розглянемо 4-бітову систему:

Найбільші додатні числа:

02223n=+(2*32+2*31+2*30)=18+6+2=26

11113s=1*33+1*32+1*31+1*30=27+9+3+1=40

Найменші від'ємні числа:

12223n=-(2*32+2*31+2*30)=-(18+6+2)=-26

1-1-1-1-3s=-1*33-1*32-1*31-1*30=-27-9-3-1=-40     (1-=-1) 

Отже, як видно, така система числення здатна значно збільшити діапазон чисел за тієї ж основи та бітності. Але варто згадати що ця система має бути лише за непарною основою не меншою за 3.

## Арифметичні дії
Зміна знаку. Для зміни знаку достатньо змінити знак кожної цифри числа.

Приклад: −1410=-(11-1-1-)=(1-111)

Сума

| +  | 1   | 0  | 1-  |
| -- | --- | -- | --- |
| 1  | 11- | 1  | 0   |
| 0  | 1   | 0  | 1-  |
| 1- | 0   | 1- | 1-1 |

Множення.

| +  | 1  | 0 | 1- |
| -- | -- | - | -- |
| 1  | 1  | 0 | 1- |
| 0  | 0  | 0 | 0  |
| 1- | 1- | 0 | 1  |

Закони зміни знаку зберігаються за рахунок властивостей самої системи числення.